# François Viger
Pour les articles homonymes, voir Vigier.
François Viger ou Vigier, en latin Vigerius (né à Rouen vers 1590 et mort dans cette ville en 1647), est un père jésuite et un helléniste français de l'époque classique.

## Biographie
Vigier est surtout connu pour sa traduction latine commentées des livres de la Préparation évangélique d'Eusèbe, (Paris, 1628, 3 vol. in fol.) et son traité De praecipuis Graecae dictionis idiotismis (Paris, 1632) qui connut de multiples rééditions pendant deux siècles à travers l'Europe : édition de Leyde (1765, in-8°), de Leipzig (1802), d'Oxford (1813, 2 parties in-8°), Leipzig (1822), Londres (1824), Glasgow (1825), etc. 
C'est grâce aux importantes augmentations faites par les hellénistes Hoogeveen, Zeune et Hermann que cet ouvrage continua d'être encore en usage dans les écoles d'Allemagne, de Hollande et d'Angleterre au XIXe siècle. 
Contrairement à ce qu'ont prétendu quelques historiens du XIXe siècle, Vigier n'a pas traduit les livres de la Démonstration d'Eusèbe.